# Miłość (film 1997)
Miłość (hindi इश्क / Ishq) – bollywoodzka komedia romantyczna z 1997 roku w reżyserii Indry Kumara. W rolach głównych wystąpili Kajol, Juhi Chawla, Aamir Khan i Ajay Devgan. Zdjęcia kręcono w Mumbaju.

## Opis fabuły
Ajay (Ajay Devgan) zakochuje się w biednej Kajal (Kajol), a jej bogata przyjaciółka Madhu (Juhi Chawla) w ubogim przyjacielu Ajaya, mechaniku o imieniu Raja (Aamir Khan). Madhu i Raja "walczą" ze sobą, lecz wkrótce odkrywają, że są w sobie zakochani. Niestety, by wziąć ślub, potrzebują błogosławieństwa rodziców, którzy robią wszystko, aby nie dopuścić do ślubu z osobami spoza własnej kasty. Ojcowie Ajaya i Madhu porywają Kajal i knują intrygi, byleby zniszczyć miłość obu par.

## Obsada
- Aamir Khan – Raja
- Juhi Chawla – Madhu
- Kajol – Kajal
- Ajay Devgan – Ajay
- Dalip Tahil – ojciec Madhu, Harbansal
- Sadishiv Amrapurkar – ojciec Ajaya, Ranjiit Rai

## Muzyka i piosenki
Muzykę do filmu skomponował Anu Malik, laureat Nagrody Filmfare za najlepszą muzykę do filmów Baazigar i Jestem przy tobie. Wykorzystane w filmie piosenki to:
- "Mr Lova Lova"
- "Neend Churagee Meri"
- "Ishq Hai Ishq Hai"